# تاكوما ساتو
تاكوما ساتو (باليابانية: 佐藤琢磨؛ بالكانا: さとう たくま) مواليد 28 يناير 1977 في طوكيو، اليابان، هو سائق فورملا 1 ياباني بدأ مسيرته الاحترافية سنة 2002. كان أول سباق له هو جائزة أستراليا الكبرى 2002. خاض خلال مسيرته 92 سباقاً.

## سباقات شارك فيها
- سوبر فورمولا
- بطولة فورمولا 3 اليابانية
- بطولة فورمولا 3 البريطانية
- سلسلة إندي كار
- إنديانابوليس 500
- بطولة العالم للتحمل
- بطولة فورمولا إي

## روابط خارجية
- تاكوما ساتو على موقع Racing-Reference.info (الإنجليزية)
- تاكوما ساتو على موقع DriverDB.com (الإنجليزية)